# 羅伯特·威頓
羅伯特·威頓（英語：Robert "Bob" Weighton、1908年3月29日—2020年5月28日），是英國的超級人瑞。
羅伯特·威頓是英國歷史上第三長壽的男性，僅次於亨利·阿林罕和約翰·埃文斯。

## 生平
1908年3月29日出生於赫爾河畔京斯敦，是七個兄弟姊妹的其中一個，其父親是一名獸醫，母親是一名家庭主婦。他于16歲從學校畢業並成為航海工程學徒後，前往台灣學習中文。